# Коуд, Кит
Кит Коуд (англ. Keith Code) — бывший американский мотогонщик, писатель, тренер, основатель мотоциклетной школы California Superbike School. Он был назван «вероятно, самым известным и самым успешным инструктором по трековым мотоциклам в мире».

## Тренер по мотоспорту

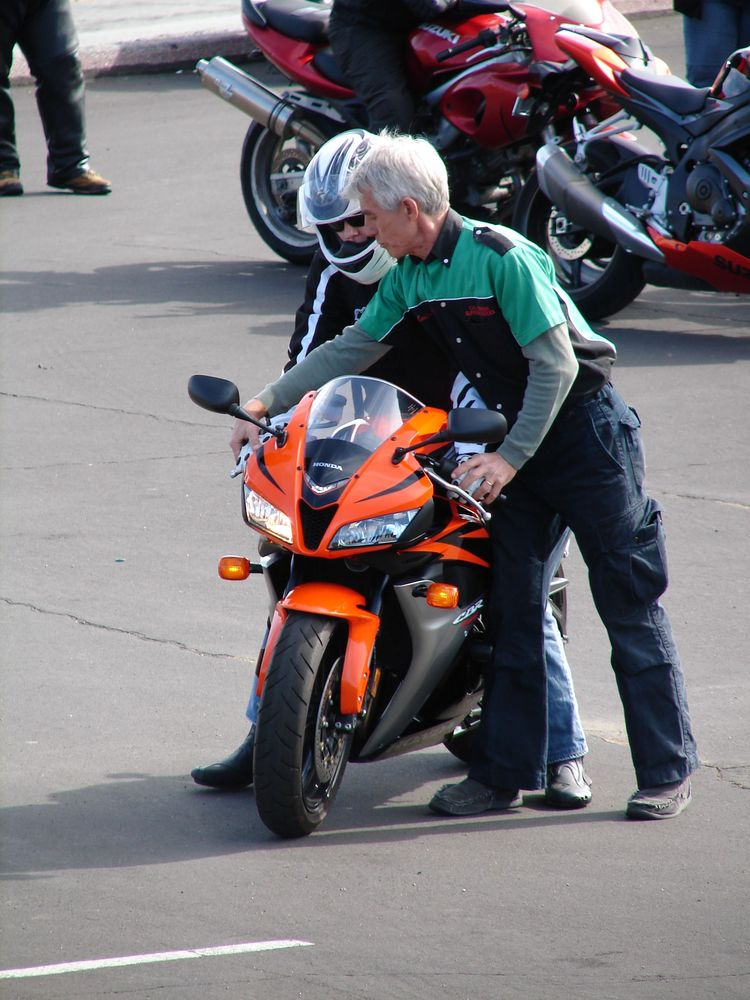
Тренировка мотогонщика в школе California Superbike School.

В 1980 году Кит Коуд основал свою школу для обучения вождению мотоцикла California Superbike School. Школа подготовила много чемпионов по мотогонкам, таких, например, как Уэйн Рейни. По данным на 2009 год выпускники его школы выиграли 49 мировых и национальных чемпионатов. Его метод обучения распространился по всему миру. Его школы работали на более чем 90 треках по всему миру в 15 странах, и всего было обучено 150 тысяч мотоциклистов.
В 2006 году Корпус морской пехоты США поставил перед ним задачу разработать программу подготовки, которая эффективно снизила бы количество серьёзных аварий среди мотоциклистов из числа морских пехотинцев. Программа, названная «Продвинутой школой водителей мотоциклов», на данный момент считается «золотым стандартом» по безопасности для подготовки водителей в морской пехоте по причине того, что она позволила достичь невероятного уровня безопасности за последние четыре года.
Коуд разработал такие специальные устройства для тренировки, как: No Body Steering Bike, которое показывает необходимость толкания руля в противоположную повороту сторону, Lean и Slide Bike Trainers, которые учат не только хорошо держаться в седле и улучшают визуальные навыки, но и дают навыки удержания проскальзывающего мотоцикла для уменьшения вероятности аварии, а также Panic Braking Trainer, которое позволяет водителю испытать опыт блокировки переднего колеса и учит, как нужно возвращаться в нормальное состояние.

## Книги и фильмы
Коуд ведёт в журнале Motorcyclist (США) ежемесячную колонку под названием Code Break. Он также открыл специальную школу для обучения гоночным техникам под названием Code R.A.C.E. Он написал три книги о спортивных гонках и методах гоночной езды, а также выпустил два полнометражных DVD-фильма, основанных на двух частях его книги «Ловкость рук» (Twist of the Wrist). Его книги были переведены на русский, немецкий, эстонский, греческий, испанский, французский, японский, польский и голландский языки.

## Личная жизнь
В справочнике «Что такое Саентология» приводится история Кита Коуда, пришедшего к успеху как последователя Саентологии: 

 У меня не было никакого определённого занятия. В то время все мои цели в жизни сводились к тому, чтобы проверить, насколько мало я смогу работать и сколько разных наркотиков я смогу принять. Я не пытался что-либо изменить в своей жизни. Однако когда я пришёл в Саентологию, в моей жизни сразу же произошли огромные перемены. Впервые в жизни у меня появилась надежда, и это меня очень воодушевило. После того как при помощи саентологического одитинга я избавился от проблем, связанных с наркотиками, моя жизнь начала улучшаться, и она продолжает становиться всё лучше и лучше.— Кит Коуд, Тренер по мотоспорту